# شاخه‌های فیزیک

محدوده شاخه‌های اصلی فیزیک

فیزیک با ترکیب ماده و انرژی سروکار دارد. همچنین با محدوده بزرگی از سامانه‌ها نیز سروکار دارد. بخش‌های اصلی آن مکانیک کلاسیک (توسعه یافته شده توسط نیوتون)، ترمودینامیک و مکانیک آماری، الکترومغناطیس، نسبیت و مکانیک کوانتم است. البته اینها بیشتر نظریه‌های مهم فیزیک هستند تا گرایش‌های رشته فیزیک.

## مکانیک کلاسیک
مکانیک کلاسیک شاخه ای از فیزیک است که به حرکت اجسام تحت تأثیر نیروها می پردازد. این شاخه همچنین به عنوان مکانیک نیوتنی نیز شناخته می شود زیرا توسط آیزاک نیوتن در اواخر قرن هفدهم فرمول‌بندی شد. مکانیک کلاسیک چارچوبی برای درک رفتار اجسام از اجسام روزمره گرفته تا اجرام آسمانی فراهم می‌کند.

## الکترومغناطیس
| {\displaystyle {\begin{aligned}&\nabla \cdot \mathbf {D} =\rho _{f}\\&\nabla \cdot \mathbf {B} =0\\&\nabla \times \mathbf {E} =-{\frac {\partial \mathbf {B} }{\partial t}}\\&\nabla \times \mathbf {H} =\mathbf {J} _{f}+{\frac {\partial \mathbf {D} }{\partial t}}\end{aligned}}} |
| معادلات ماکسول الکترومغناطیس |

## نسبیت
نظریه نسبیت یک نظریه علمی بنیادی است که درک ما از فضا، زمان و گرانش را متحول کرد. این نظریه توسط آلبرت اینشتین، فیزیکدان آلمانی، در اوایل قرن بیستم ایجاد شد و در کنار نظریه کوانتومی، توانست پایه‌های فیزیک مدرن برای سرعت‌های نزدیک به سرعت نور و اجرام بزرگ بنیان نهد. و از دو بخش اصلی تشکیل شده است: نظریه نسبیت خاص و نظریه نسبیت عام. 

### نظریه نسبیت خاص
نظریه نسبیت خاص که توسط انیشتین در سال ۱۹۰۵ منتشر شد، به رفتار اجسامی که با سرعت ثابت و نزدیک به سرعت نور، نسبت به یکدیگر، و در غیاب میدان‌های گرانشی حرکت می‌کنند، می‌پردازد.

### نظریه نسبیت عام
نظریه نسبیت عام که توسط انیشتین بین سال‌های ۱۹۰۷ و ۱۹۱۵ ایجاد شد، نظریه نسبیت خاص را تا شامل اثرات گرانشی گسترش داد؛ یعنی این نظریه، همان‌طور که از اسمش پیداست، حالت تعمیم یافته‌ای از نظریه نسبیت خاص می‌باشد. در نسبیت عام مفهوم گرانش به عنوان انحنای بستری چهاربعدی تحت عنوان «فضا-زمان» ناشی از جرم و انرژی معرفی می‌شود.

## مکانیک کوانتوم

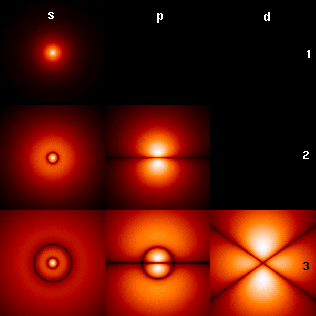
اولین آرایش‌های الکترونی اتم هیدروژن که نواحی با احتمال بیشتر پررنگ‌ترند

معادله شرودینگر مکانیک کوانتومی

## شاخه‌های میان‌رشته‌ای
شاخه‌های زیر میان‌رشته‌ای هستند
- اخترفیزیک، فیزیک در جهان. بخشی از اخترشناسی نیز به‌شمار می‌رود
- بیوفیزیک، مطالعه برهمکنش‌های فیزیکی اجسام زیستی.
- شیمی فیزیک مطالعه فیزیک در شیمی.
- ژئوفیزیک، علم فیزیک در سیاره زمین
- فیزیک پزشکی، کاربرد فیزیک در درمان، و شناسایی بیماری‌ها

## خلاصه
جدول زیر فهرست بخش‌های اصلی فیزیک به همراه مفاهیم مرتبط با آنان است.
| نظریه                      | زیربخش‌های اصلی | مفاهیم |
| -------------------------- | --- | --- |
| مکانیک کلاسیک              | قوانین حرکت نیوتن، مکانیک لاگرانژی، مکانیک هامیلتونی، سینماتیک (مکانیک)، استاتیک، دینامیک، نظریه آشوب، صوت‌شناسی، دینامیک شاره‌ها، مکانیک محیط‌های پیوسته | چگالی، بعد، قانون جهانی گرانش نیوتن، فضا، زمان، حرکت (فیزیک), طول، موقعیت، سرعت برداری، شتاب، ناوردایی گالیله‌ای، جرم (فیزیک), تکانه، ضربه (فیزیک)، نیرو، انرژی، سرعت زاویه‌ای، تکانه زاویه‌ای، گشتاور لختی، گشتاور نیرو، قانون پایستگی، نوسانگر هماهنگ، موج، کار (فیزیک)، توان (فیزیک)، مکانیک لاگرانژی، مکانیک هامیلتونی، زاویه‌های اویلر، زوایای اولر، پنوماتیک، هیدرولیک |
| الکترومغناطیس              | الکترواستاتیک، الکترومغناطیس کلاسیک، برق، مغناطیس، مغناطیس ساکن، معادلات ماکسول، نورشناسی                                                              | ظرفیت خازنی، بار الکتریکی، جریان الکتریکی، رسانندگی الکتریکی، میدان الکتریکی، گذردهی (فیزیک), پتانسیل الکتریکی، مقاومت و رسانایی الکتریکی، میدان الکترومغناطیسی، القای الکترومغناطیسی، تابش الکترومغناطیسی، سطح گاوسی، میدان مغناطیسی، شار مغناطیسی، تک قطبی مغناطیسی، تراوایی مغناطیسی |
| ترمودینامیک و مکانیک آماری | ماشین گرمایی، نظریه جنبشی | ثابت بولتسمان، متغیرهای مزدوج، آنتالپی، آنتروپی، معادله حالت، قضیه همپاری، انرژی آزاد ترمودینامیکی، گرما، قانون گاز آرمانی، انرژی درونی، قوانین ترمودینامیک، روابط ماکسول (ترمودینامیک), ترمودینامیک غیرتعادلی، مدل آیزینگ، کنش (فیزیک)، تابع پارش (مکانیک آماری), فشار، فرایند برگشت‌پذیر، فرایند خودبخودی، تابع حالت، هنگرد آماری، دما، تعادل ترمودینامیکی، پتانسیل ترمودینامیکی، فرایند ترمودینامیکی، حالت ترمودینامیکی، سیستم ترمودینامیکی، گرانروی، حجم، کار (ترمودینامیک)، مواد دانه‌ای |
| مکانیک کوانتومی            | فرمول‌بندی انتگرال مسیر، نظریه پراکندگی، معادله شرودینگر، نظریه میدان‌های کوانتومی، مکانیک آماری کوانتمی                                                 | تقریب بورن-اپنهایمر، تابش جسم سیاه، اصل هم‌خوانی، ذره آزاد، هامیلتونی (مکانیک کوانتومی)، فضای هیلبرت، ذرات یکسان، مکانیک ماتریسی، ثابت پلانک، اثر مشاهده‌گر، عملگر، کوانتم، کوانتیزه کردن، درهم‌تنیدگی کوانتومی، نوسانگر هماهنگ کوانتمی، عدد کوانتومی، تونل‌زنی کوانتومی، گربه شرودینگر، معادله دیراک، اسپین، تابع موج، موج، دوگانگی موج و ذره، انرژی نقطه صفر، اصل طرد پاولی، اصل عدم قطعیت |
| نظریه نسبیت                | نسبیت خاص، نسبیت عام، معادلات میدان اینشتین | هموردایی عام، مانیفلد اینشتین، اصل هم‌ارزی، چارتکانه، چاربردار، اصل نسبیت، ژئودزیک‌ها در نسبیت عام، گرانش، مغناطیس گرانشی، دستگاه مرجع لخت، اصل ناوردایی، انقباض طول، خمینه شبه ریمانی، تبدیل لورنتس، هم‌ارزی جرم و انرژی، متریک (ریاضیات)، نمودار مینکوفسکی، فضای مینکوفسکی، اصل نسبیت، فاصله ویژه، زمان ویژه، چارچوب مرجع، جرم نامتغیر، جرم نامتغیر، نسبیت همزمانی، فضازمان، اصل نسبیت، سرعت نور، تانسور ضربه-انرژی، اتساع زمان، پارادوکس دوقلو، خط جهانی                                    |